# She Came Home for Christmas
She Came Home For Christmas је песма данског бенда Мју. Песма се први пут појавила на албуму A Triumph for Man 1997 године, али је касније поново снимљена и објављена на албуму Frengers 2003 године. Песма је објављена и као сингл у више наврата, 1997, 2000, 2002. и 2003. године.